# Ragnvald Maseng
Ragnvald Maseng (ur. 21 października 1891 w Askim, zm. 4 lipca 1920 w rzece Bjoreio) – norweski strzelec, olimpijczyk.
Uczestnik Letnich Igrzysk Olimpijskich 1912, na których wystartował w dwóch konkurencjach. Zajął 40. miejsce w karabinie małokalibrowym w dowolnej postawie z 50 m i 55. pozycję w karabinie wojskowym w dowolnej postawie z 600 m (startowało odpowiednio 41 i 85 strzelców).
Utonął w 1920 roku podczas próby przepłynięcia rzeki Bjoreio w Hardangervidda.

## Wyniki

### Igrzyska olimpijskie
| Igrzyska       | Konkurencja                                  | Wynik    | Miejsce | Źródło |
| -------------- | -------------------------------------------- | -------- | ------- | ------ |
| Sztokholm 1912 | Karabin małokalibrowy, dowolna postawa, 50 m | 156 pkt. | 40      | [ 2 ]  |
| Sztokholm 1912 | Karabin wojskowy, dowolna postawa, 600 m     | 73 pkt.  | 55      | [ 1 ]  |